# Claudia (Intervista col vampiro)
(Louis descrive Claudia in Intervista col vampiro)
Claudia è un personaggio immaginario del ciclo letterario Cronache dei vampiri di Anne Rice. Appare per la prima e unica volta nel primo volume, Intervista col vampiro, ma viene nominata nei seguenti Scelti dalle tenebre, La regina dei dannati e Il ladro di corpi.
Descritta come una bambina dalle apparenze deliziose, con capelli biondi ricci e occhi azzurri, il personaggio di Claudia è ispirato a Michelle, la figlia della Rice morta di leucemia mieloide a sei anni nel 1972.

## Storia

### Intervista col vampiro
Claudia entra nella vita di Louis e Lestat nel 1794, cinque anni dopo l'incendio di Pointe du Lac. Louis, vagando per New Orleans come un fantasma, alla ricerca di se stesso, sente il pianto di una bambina all'interno di una casa infestata dalla peste.
Affacciandosi incuriosito alla finestra, Louis resta colpito dalla scena della piccola abbracciata al cadavere della madre Agatha; perciò entra e Claudia, una bambina di cinque anni, si getta tra le sue braccia, disperata perché la madre è morta e il padre è sparito. Louis, senza più resistere ai suoi impulsi "umanitari", ne beve il sangue e per questo viene deriso da Lestat, che nonostante tutto ha capito i suoi veri desideri. La notte stessa, Lestat rapisce la bambina all'orfanotrofio dove era stata portata da alcuni passanti che l'hanno trovata nella baracca quasi priva di vita: Louis si nutre ancora di lei, e Lestat infine la trasforma in una vampira, giocando sul disgusto di Louis, che non vorrebbe far di lei un'immortale, ma nemmeno vederla morire.

Mentre Louis le dona un affetto quasi paterno, Lestat le fa da maestro, specie su come lasciare che le vittime vengano da sole, piuttosto che prenderle con la forza. Quando però Claudia capisce che la sua mente crescerà fino a diventar quella di una donna adulta mentre il suo corpo è condannato a rimanere per sempre quello di una bambina di cinque anni, inizia a nutrire un odio viscerale verso il suo creatore: 
(Claudia inveisce contro Louis e Lestat, alludendo alla sua condizione di eterna bambina-vampira)
Nel 1860, sessantacinque anni dopo la sua "nascita" come vampira e di convivenza con Lestat e Louis, Claudia ordisce un piano per cercare di uccidere Lestat: lo inganna facendogli bere il sangue di una persona già morta, e quando Lestat si contorce a terra in agonia gli taglia la gola. Quando Louis scopre ciò che è avvenuto si fa complice di Claudia e assieme i due celano il corpo di Lestat in una palude e organizzano di andarsene in Europa.
Lestat però non è morto: alcune notti dopo, completamente sfigurato a causa di ciò che ha subito, torna per vendicarsi assieme a un altro vampiro da poco trasformato; tuttavia, Louis riesce a dare fuoco a lui e alla casa dove vivevano, e a fuggire con Claudia.
In Europa, Louis e Claudia fanno un lungo viaggio nei Balcani alla vana ricerca di una origine del vampirismo, e poi si recano a Parigi. Qui Claudia diventa gelosa per l'amore che Louis inizia a provare verso Armand, il capo della congrega di vampiri presenti in città, perciò costringe Louis a creare per lei una "madre" vampira, Madelaine, la proprietaria di un negozio di bambole la cui figlia era morta anni prima, e alla quale Claudia assomiglia moltissimo.
Questa nuova "famiglia" viene però stroncata dai vampiri del Théâtre des Vampires, quando essi scoprono ciò che i due hanno fatto a Lestat (uccidere un loro simile) e anche per il fatto di aver permesso che una bimba diventasse immortale. Claudia e Madelaine vengono perciò chiuse in una cella e esposte alla luce del sole, mentre Louis viene murato vivo a soffrire di una fame eterna. Louis però viene fatto fuggire in segreto da Armand, che si è innamorato di lui. Louis si dispera per la sorte della sua piccola Claudia e dopo aver ritrovato solo i vestiti e un mucchio di cenere (tutto ciò che rimane della bambina-vampiro e della donna) per vendetta distrugge il teatro e i suoi abitanti con il fuoco.

### Menzioni
Lo spirito vendicativo di Claudia ricompare in seguito in altri romanzi delle Cronache dei vampiri: ne La regina dei dannati, dove terrorizza Jesse, ne Il ladro di corpi, dove tormenta Lestat e in Merrick la strega dove incita Louis a togliersi la vita.
Nel romanzo Armand il vampiro, lo stesso Armand racconta che Claudia lo aveva implorato di procurarle un corpo di donna vampira, così da sembrare adulta. Armand aveva cercato di accontentarla così da allontanarla da Louis, perciò egli aveva decapitato e provato a installare la sua testa sul nuovo corpo, ma l'esperimento non aveva funzionato. Perciò si era sbarazzato di Claudia (e di Madelaine, che non voleva abbandonarla) accusandola della morte di Lestat, in modo da avere Louis tutto per sé.

## Adattamenti

### Cinema
Nel film Intervista col vampiro diretto da Neil Jordan, Claudia è interpretata da Kirsten Dunst, che all'epoca aveva undici anni, quando il personaggio del romanzo ne ha solo cinque. Questo perché, secondo gli autori del film, una bambina così piccola non avrebbe potuto interpretare adeguatamente il dramma vissuto dal personaggio.

### Musical
Nel musical in due atti Lestat, Claudia è interpretata da Allison Fischer.

### Serie TV
Nella serie televisiva Intervista col vampiro, Claudia è interpretata da Bailey Bass. In questa versione, Claudia è una ragazzina di quattordici anni che rimane gravemente ustionata a causa di un incendio doloso, e che viene trasformata in vampiro da Lestat su insistente richiesta da parte di Louis.